# Johan Eliasch
Johan Eliasch (nacido en febrero de 1962) es un empresario sueco, residente en Londres. Es el director ejecutivo de la fábrica de implementos deportivos Head. Eliasch es también banquero, productor de cine y tesorero del Partido conservador británico. Fue electo Presidente de la Federación Internacional de Esquí (FIS) el 5 de junio de 2021.  
En 2006, Eliasch adquirió 1600 km² de terrenos en el corazón de la Amazonia por un valor estimado de unos 8 millones de libras esterlinas (cita requerida). Esto generó un conflicto con los indígenas Munduruku, quienes reclaman esas tierras como propias. El lugar está justo al norte del río Madeira, 2600 km al noreste de Río de Janeiro. Eliasch alude razones ecológicas como su motivación, diciendo que "el Amazonas es el pulmón del mundo". En estos terrenos, ha convocado a varias exploraciones científicas para buscar especies animales y vegetales aún no descubiertas.